# Vápenka a cementárna Barta & Tichý

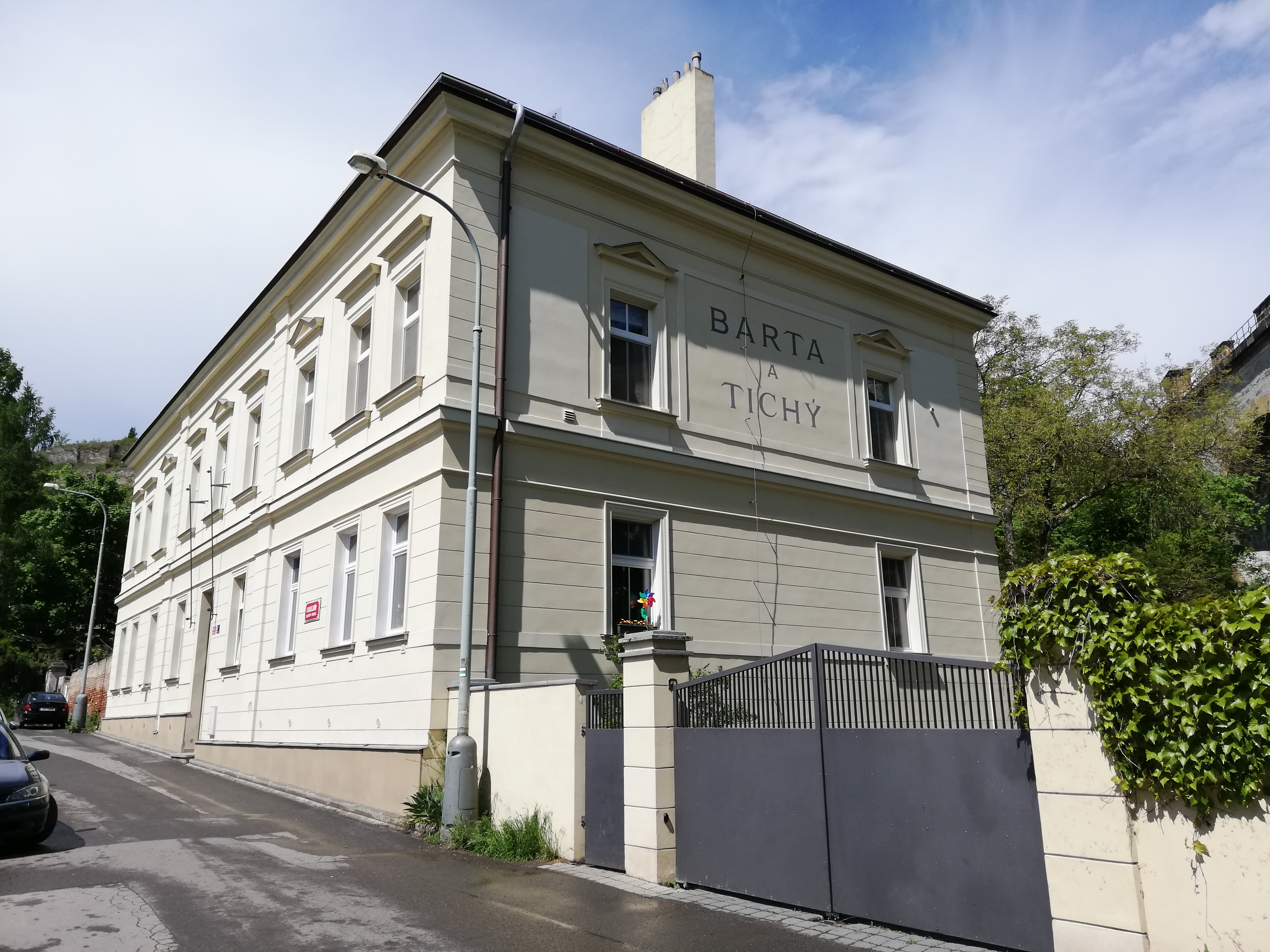
Provozní budova firmy „(Ferdinand) Barta & (Karel) Tichý“ se sídlem v Hlubočepích (jaro 2021). Na jihovýchodním štítu bytového domu je obnovený původní nápis: „BARTA a TICHÝ“

Vápenka a cementárna hlubočepské firmy Barta & Tichý vznikla na jihozápadním okraji Prahy v okolí železniční stanice Hlubočepy v průběhu let 1875 až 1878. Jednalo se o společný projekt továrny na stavební hmoty (staviva) podnikatelů Ferdinanda Barty a Karla Tichého. Společná firma Barta & Tichý odkoupila v roce 1875 pozemky u hlubočepského nádraží od velkostatkáře Říhy za 1425 zlatých, aby tak mohla později v těsné blízkosti Prokopského lomu vybudovat zprvu jen malou vápenku s cementárnou. Později byla vápenka zmodernizována a rozšířena o kruhovou pec a později ještě o bývalou pec firmy „Engelthaler, Gastl und Riha“. Roku 1878 byl navíc u podniku vybudován i nový závod na výrobu šamotu, keramiky a dekorativní terakoty.
Z původně skromného podniku se firma postupně rozrostla o další provozy a stal se z ní nakonec jeden z největších prvorepublikových výrobců stavebních hmot a keramiky v Českých zemích. Hlubočepský tovární komplex produkoval keramické zboží, hydraulické vápno, cement, zboží z kameniny (vodovodní a kanalizační roury), dlaždičky, chodníkovou dlažbu a podobné výrobky.
Továrna byla modernizována po roce 1920, kdy se původní firma Barta & Tichý sloučila s firmou Maxe Hergeta a získala nový název: Spojené pražské továrny na staviva (později zkráceně Prastav). V rámci znárodnění po únoru 1948 byl Prastav (od 1. června 1950) začleněn do národního podniku Pragocement. K ukončení provozu v Hlubočepích došlo na konci 60. let 20. století, opuštěné budovy byly zbořeny v roce 1975.